# Rádio Paris-Lisboa
Rádio Paris-Lisboa était une station de radio portugaise francophone qui couvrait Lisbonne, la capitale. Elle est créée en 1989 à l'initiative du ministère français des Affaires étrangères et avec la collaboration de l'Alliance française de Lisbonne. D'expression française, elle avait pour objectif d'intensifier la présence de la culture et de la langue française au Portugal. Ses émissions commencent le 4 septembre 1989 en FM sur la fréquence 90,4 MHz. L'équipe est installée dans l'Avenue João Crisóstomo, n° 50, à Lisbonne et diffuse dès sa création 24 heures sur 24. Elle est détenue par la SOFIRAD
En 1995, un rapport du Sénat pointe les déficits importants générés par cette station : 3,5 millions de Francs en 1993, malgré une subvention du Ministère des affaires étrangères à hauteur de 2 millions de Francs par an. Le déficit cumulé depuis sa création étant de 11,8 millions de Francs. Ainsi, dès 1995, il est envisagé une cession ou une fermeture pure et simple de la station.
Le 28 juin 1996, la radio est cédée à un autre groupe public, Radio France internationale. Le 13 mars 2006, elle devient Rádio Europa Lisboa.